# Dia Internacional del Personal de Pau de les Nacions Unides
L'Assemblea General de les Nacions Unides va decidir designar el 29 de maig Dia Internacional del Personal de Pau de les Nacions Unides.

## Celebració
L'11 de desembre de 2002, l'Assemblea General de les Nacions Unides en la Resolució 57/129 "decideix designar el 29 de maig Dia Internacional del Personal de Pau de les Nacions Unides, després d'una sol·licitud oficial de l'Associació ucraïnesa de manteniment de la pau i del Govern d'Ucraïna a l'Assemblea General de les Nacions Unides i celebrada el 2003. La data del 29 de maig marca l'aniversari de la creació de l'Organisme de les Nacions Unides per la Vigilància de la Treva (UNTSO) el 1948 per controlar l'alto el foc després de la guerra araboisraeliana de 1948, que va ser la primera missió de manteniment de la pau de l'ONU.
Aquest dia que se celebrarà tots els anys per retre homenatge a tots els homes i dones que han prestat serveis i continuen prestant serveis en les operacions de manteniment de la pau de les Nacions Unides pel seu alt grau de professionalitat, dedicació i valor, i per honrar la memòria dels qui han perdut la seva vida en honor de la pau".
| «                                    | «Invertint en la pau del món» Al dia d'avui hi ha més de 124.000 funcionaris militars, civils i de policia destacats en 16 operacions de manteniment de la pau en quatre continents. En un missatge transmès per commemorar el Dia, el Secretari General Ban Ki-moon ha dit que «posen de manifest els millors atributs de la solidaritat mundial prestant serveis amb valentia en entorns perillosos per portar seguretat a la població més vulnerable del món». | » |
| — Organització de les Nacions Unides | |   |

## Commemoració
El dia està marcat a la seu de les Nacions Unides a Nova York amb la presentació de la Medalla Dag Hammarskjöld, declaracions del president de l'Assemblea General de les Nacions Unides i del Secretari general de les Nacions Unides, així com un comunicat de premsa sobre l'estat de les missions de manteniment de la pau de l'ONU i la necessitat continuada del seu treball.
També hi ha commemoracions a tot el món; sovint els països honraran els seus propis mantenidors de la pau a l'estranger, però l'ONU també organitza festivals, fòrums de debat i memòries en cooperació amb grups locals i nacionals.
El 2009, l'ONU va centrar especialment el rol i la necessitat de dones en el manteniment de la pau, tant com a models i també per servir en una sèrie de capacitats específiques de gènere.

## Temes del Dia Internacional del Personal de Pau de les Nacions Unides
| Any  | Tema                                                                                         |
| ---- | -------------------------------------------------------------------------------------------- |
| 2017 | «Invertint en la pau del món»                                                                |
| 2016 | «Honrant als nostres herois»                                                                 |
| 2015 | El 70 aniversari de l'ONU i les forces de manteniment de la pau: passat, present i futur.    |
| 2014 | Les operacions de l'ONU de manteniment de pau: «Una força per a la pau, el canvi i el futur» |
| 2013 | «Les operacions de manteniment de la pau s'adapten als nous reptes»                          |
| 2012 | «El manteniment de la pau comporta la col·laboració mundial»                                 |
| 2011 | Llei. Ordre. Pau                                                                             |
| 2010 | Ayiti Kanpe (Haití en peus)                                                                  |
| 2009 | Dones mantenint la pau: El poder d'empoderar                                                 |
| 2008 | "En honra dels 60 anys de manteniment de la pau de les Nacions Unides".                      |